# Montes Ruahine
La sierra de Ruahine (en inglés Ruahine Range) es una de las cordilleras de la isla Norte de Nueva Zelanda que forman una cadena paralela a la costa este de la isla entre cabo Este y Wellington. Esta cadena montañosa va desde el centro de la isla hacia Wellington, en dirección suroeste, y además de la sierra de Ruahine está compuesta por la sierra de Tararua y la Rimutaka. La sierra de Ruahine se extiende por 110 kilómetros desde el interior de la bahía Hawke en dirección suroeste hasta cerca de Woodville. El cañón Manawatu separa su parte sur de extremo norte de la sierra de Tararua.
El punto más alto de la sierra de Ruahine es Mangaweka situado en la sierra de Hikurangi a 1.733 metros sobre el nivel del mar, siendo la segunda montaña no volcánica más alta de la isla Norte, tras el monte Hikurangi (1.754 metros) de la sierra de Raukumara. Otro pico notable es Wharite (920 metros) que es el punto visual visible del extremo sur de los Ruahines.